# Stehlikiana halticula
Stehlikiana halticula är en insektsart som först beskrevs av Jacobi 1905.  Stehlikiana halticula ingår i släktet Stehlikiana och familjen dvärgstritar. Inga underarter finns listade i Catalogue of Life.